# Molylepkék

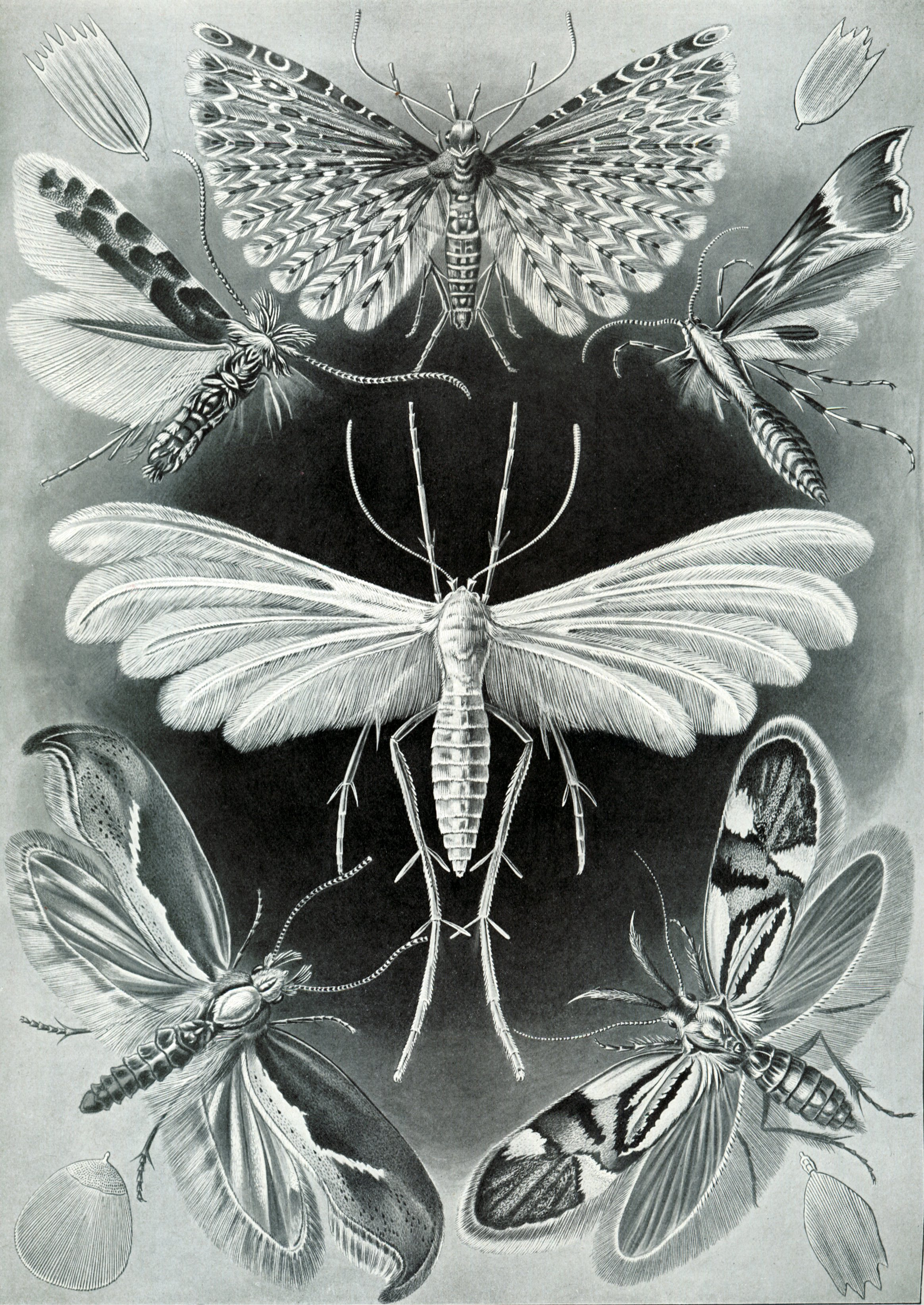
Ruhamolyok (Tineidae) — illusztráció Ernst Haeckel munkájában

A molylepkék (Microlepidoptera, még régebben Stemmatoncopoda) a hagyományos felosztás szerint a lepkék (Lepidoptera) rendjének egyik alrendje volt  – ekkor volt a másik alrend a nagylepkéké (Macrolepidoptera). A genetikai kutatások kimutatták, hogy mindkét taxon parafiletikus, ezért a modern, genetikai alapú rendszertanokban már egyikük sem szerepel. Mivel azonban gyakorlati szempontokból használatuk rendkívül kényelmes, a legtöbb lepkész továbbra is használja ezt a két csoportot – az ezeken belül elkülönített családok már monofiletikusak, és ez visszakapcsolja ezeket a nem rendszertani kategóriákat a genetikus rendszertanba.
Bár elnevezéseik arra utalnak, hogy a két csoport elkülönítésének alapja a méret volt, ez nem teljesen van így: némely, nagyobb molylepkék, például a rágóspillefélék (aranyszárnyú ősmolyok, Micropterigidae) nagyobbak, mint a kisebb termetű nagylepkék. A molylepkék közös bélyege viszont, hogy hernyóik potrohlábain kör alakú horogkoszorút találhatunk.

## Magyarországon
2011-ben Magyarországon 2264 fajukat tekintették bizonyítottnak (Pastorális, 2011). 2012-ben az a szám héttel nőtt (Fazekas et al., 2012).
Ezeket a fajokat 58 (Pastorális, 2011), illetve 59 (Mészáros, 2005) családba sorolják. Ezek között több olyan is akad, amelynek csak egy-egy faja él hazánkban, a három legnépesebbnek viszont több mint 200:
- Aranyszárnyú ősmolyok (Micropterigidae) – 7 faj
- Ősmolyok (Eriocraniidae) –3  faj
- Gyökérrágó őslepkék (Hepialidae) – 7 faj
- Törpemolyok (Nepticulidae) – 118 faj
- Aprómolyok (Opostegidae) – 4 faj
- Fényesszárnyú molylepkék (Heliozelidae) – 4 faj
- Hosszúcsápú tőrösmolyok (Adelidae) – 29 faj
- Sárgás virágmolyok (Prodoxidae) – 6 faj
- Ércfényű virágmolyok (Incurvariidae) – 7 faj
- Foltaknás sörtésmolyok (Tischeriidae) – 8 faj
- Milliermolyok (Millieridae) – 1 faj
- Ruhamolyok (Tineidae) – 60 faj
- Zsákosmolyok (Lypusidae) – 6 faj
- Csőzsákos molyok (Psychidae) –  faj
- Bronzmolyok (Roeslerstammidae) – 2 faj
- Legyezősmolyok (Douglasiidae) – 5 faj
- Szemtakarós bordásmolyok (Bucculatricidae) – 21 faj
- Keskenyszárnyú molyok (Gracillariidae) –120  faj
- Pókhálós molyok (Yponomeutidae) –47 faj
- Ívelt szárnyú tarkamolyok (Ypsolophidae) – 20 faj
- Tarkamolyok (Plutellidae) – 8 faj
- Hegyesszárnyú tarkamolyok (Acrolepiidae) –  faj
- Szakállas molyok (Glyphipterigidae) – 18 faj
- Aranyszárnyú molyok (Heliodinidae) – 1 faj
- Szulákmolyok (Bedelliidae) – 2 faj
- Feketemolyok (Ethmiidae) –  faj
- Ezüstös fehérmolyok (Lyonetiidae) – 14 faj
- Laposmolyok (Depressariidae) –  faj
- Fűaknázó molyok (Elachistidae) – 164 faj
- Lándzsás tündérmolyok (Agonoxenidae) –  faj
- Rózsás díszmolyok (Deuterogoniidae) –  faj
- Zöldszárnyú molylepkék (Scytrididae) – 32 faj (Scythrididae)
- Tavaszi molyok (Chimabachidae) – 3 faj
- Díszmolyok (Oecophoridae) – 38 faj
- Hindu molyok (Lecithoceridae) – 3 faj
- Lándzsásmolyok (Batrachedridae) – 2 faj
- Zsákhordó molyok (Coleophoridae) – 201 faj
- Lándzsásszárnyú molyok (Momphidae) – 16 faj
- Avarevő molyok (Blastobasidae) – 6 faj
- Réti molyok (Pterolonchidae) – 1 faj
- Avarmolyok (Autostichidae) – 11 faj
- Erdei díszmolyok (Amphisbatidae) –  faj
- Tündérmolyok (Cosmopterigidae) – 22 faj
- Sarlós ajkú molyok (Gelechiidae) – 257 faj
- Carcinamolyfélék (Peleopodidae) – 1 faj
- Csigalepkék (Limacodidae) – 2 faj
- Füstösszárnyú molyok (Heterogynidae) –  faj
- Csüngőlepkék (Zygaenidae) – 26 faj
- Pusztamolyok (Brachodidae) – 3 faj
- Üvegszárnyú lepkék (Sesiidae) – 46 faj
- Farontólepkék (Cossidae) – 7 faj
- Sodrómolyok (Tortricidae) – 470 faj
- Levélmolyok (Choreutidae) – 8 faj
- Nyárfamolyok (Urodidae) – 1 faj
- Csillogó molyok (Schreckensteiniidae) – 1 faj
- Íveltszárnyú molyok (Epermeniidae) – 9 faj
- Bogyórágó molyok (Carposinidae) –  faj
- Tollasmolyok (Pterophoridae) – 62 faj
- Soktollú molyok (Alucitidae) – 8 faj
- Ablakos molyok (Thyrididae) – 1 faj
- Fűgyökérrágó molyok (Crambidae) – 172 faj
- Fényiloncafélék (Pyralidae) – 134 faj